# Logical channel number
Il logical channel number (sigla LCN) è un sistema di numerazione dei canali televisivi utilizzato nella radiodiffusione circolare tramite un multiplex televisivo.

## Descrizione
Viene utilizzata nella televisione digitale terrestre, ove adottata nei vari Stati del mondo, e consente di assegnare automaticamente a ogni servizio televisivo ricevuto una posizione predefinita all'interno della lista che li elenca, con un valore numerico compreso tra 001 a 999.
Può accadere che due o più emittenti siano state associate al medesimo numero, creando conflitti, in particolare in Italia e Francia, dove esistono le versioni regionali dei canali pubblici Rai 3 e France 3. In casi del genere l'apparecchio prevede la facoltà da parte dell'utente di decidere quale canale manterrà la numerazione automatica.

## Nel mondo

### Australia
In Australia l'assegnazione degli LCN avviene e sulla base delle linee guida emanate dall'associazione Free TV Australia.

### Italia
Ai sensi dell'art. 32 del decreto legislativo 31 luglio 2005, n. 177 il Ministero dello sviluppo economico stabilisce con proprio decreto la numerazione spettante a ciascun canale sulla base della regolamentazione dell'AGCOM.
Il dicastero ha avviato il processo di assegnazione in via definitiva relativo alla numerazione delle emittenti, nazionali e regionali a partire dal 26 novembre 2010.

### Stati Uniti d'America
Negli USA l'assegnazione dei programmi è regolata dagli standards stabiliti dall'ATSC, in particolare dal documento "A/65", all'allegato B.